# Online casino
Online kasino neboli online casino (původem z italštiny), někdy také virtuální nebo internetové casino, je internetovou verzí klasického kamenného kasina.

## Charakteristika online casina
Online casino umožňuje hráčům zahrát si všechny hazardní hry přes počítač, mobil nebo jakékoliv chytré zařízení za pomocí internetového připojení. Lidé tak mohou hrát kasino hry z pohodlí svého domova, na cestách nebo kdekoliv jinde.
Pravidla, výplatní poměry a nabízené hry jsou ve většině případů stejné jako v klasických kamenných kasinech. Některá online casina nabízejí svým hráčům výherní automaty s lepší průměrnou návratností. Tento krok funguje jako velmi dobrá reklama na dané kasino.
Jednou z výhod oproti klasickému kasinu je možnost vyzkoušet si většinu her zdarma, proto si člověk může snáze nacvičit výherní strategie, které jsou nezbytnou součástí úspěšného hraní.

## Historie online kasina
Původ slova „kasino“ je často přiřazován francouzskému slovu cassine, nebo italskému cassina, ale ani v jednom z těchto jazyků podobné výrazy neexistují. Slovo „kasino“ se zakončením (-o) pochází z italštiny ze slova „casa“ (dům). Koncem 18. století pronikalo přímo z Itálie do Německa.
Historie online kasina je poměrně krátká, datuje se teprve od roku 1994, kdy vláda karibského státu Antigua a Barbuda upravila zákon tzv. Trade & Processing Act. Od té doby byl umožněn volný obchod a společnosti z celého světa mohly začít legálně zakládat online kasina. Důvodem vedoucím k tomuto kroku byl kromě herního softwaru, pomalu rozvíjející se internet, který byl skvělou příležitostí pro poskytovatelé hazardu. Netrvalo dlouho a v roce 1995–1996 vznikly první online kasina The Gaming Club a InterCasino. Začala se veřejnosti postupně otvírat online cesta do světa hazardu.
Možnosti softwaru a grafiky byly neustále vyvíjeny a počet hráčů online kasin vzrostl až do milionů. První problémy nastaly v roce 2006, kdy spojené státy schválili zákon stavící hazard na internetu mimo zákon. Hlavním zdůvodněním byl fakt, že online hazard je dostupný nezletilým osobám a vede k závislosti. Od té doby začaly být online kasina regulována i v mnoha ostatních zemích celého světa. Nový zákon postihl od 1. ledna 2017 také český trh a přinesl s sebou řadu změn. Jednou z nejdůležitějších je ta, že české sázkové kanceláře, ale i zahraniční mohou získat českou licenci na provoz svých služeb na internetu. Ministerstvo nyní rozhoduje, jestli mají provozovatelé dostatečné povolení k provozu online kasin v Česku .

### Herní software
Prvním důležitým faktorem pro online kasina je herní software. Ten byl od poloviny 70. let zaveden do kamenných kasin. Výherní automaty založené na počítačovém softwaru začaly nahrazovat staré elektromechanické stroje. Tyto automaty byly daleko lépe technicky zpracované a daly hazardu úplně jinou formu, a to hlavně díky počítačové grafice. Dalším krokem počítačových odborníků bylo vytvoření softwaru pro perfektní strategii u blackjacku.

### Přístupnost internetu
Historickým milníkem se stala 90. léta. Masivní rozšíření a snadná dostupnost internetu vyřešili doposud neřešitelný problém. A to mechanismus připojení několika různých počítačů k uzlovému serveru a používání aplikací na něm uložených. Internet byl zpočátku používán pouze pro komunikaci. Nebylo trvalé připojení na internet. Jednotliví uživatelé se na něj připojovali jen na několik málo minut.

### Licence
Třetí a poslední faktor byla licence. Každé online kasino je oficiálně provozováno z nějaké země (nebo z území se zvláštním statutem – jurisdikcí). Aby bylo možné provozovat online kasino z konkrétní země, musí být tato země legislativně nakloněna online hazardu. Tento problém byl vyřešen v roce 1994. V malém ostrovním státě Antigua a Barbuda vznikla zóna volného obchodu a výroby, kde bylo dovoleno vydávat licence pro poskytování hazardu. Oblast Karibiku a Pacifických ostrovů je celkově velmi vlídná k poskytovatelům hazardu.
V Česku platí od 1. ledna roku 2017 nový zákon o loterijních a hazardních hrách Archivováno 30. 8. 2020 na Wayback Machine., který přinesl mnoho změn. Získat licenci od Ministerstva financí na provoz online casina je dnes v ČR obtížné. Zatím se to podařilo 8 provozovatelům technických her, z nichž funkční webové stránky má momentálně pouze 6.

## Druhy online kasina
Online kasina je možné rozdělit na dva typy:

### Online kasina v prohlížeči (Web-based casina)
Jedná se o online kasina, která dávají hráčům možnost hrát kasino hry v internetovém prohlížeči. Není tedy zapotřebí stahovat nějaký software, ale stačí mít prohlížeč, který podporuje zásuvné moduly Java, Adobe Flash nebo Macromedia.

### Online kasina se stažitelným softwarem (Download-based casina)
Jedná se o online casina, u kterých je potřebné stažení softwaru, díky němuž mohou hráči hrát hry plynuleji. Výhodou je pěknější grafické zpracování a vykreslenější zvuky než u spouštění her přímo v prohlížeči.

## Poskytovatelé online kasino her
V dnešní době existuje velké množství poskytovatelů hazardních her, některé z nich jsou však na předních příčkách:
- Microgaming – tato společnost vznikla v roce 1995 a stala se prvním poskytovatelem softwaru pro online hazardní hry. Prvním online kasinem s tímto softwarem byl Gaming Club.
- Playtech – společnost, která vznikla v roce 1999 a je jedním z nejznámějších poskytovatelů online kasino her. Distribuuje unikátním rozhraním IMS, díky kterému mají hráči okamžitý přístup ke všem hrám. Pyšní se nejen skvělou funkčností, ale také kvalitní zákaznickou podporou.
- NetEnt – neboli Net Entertainment, je švédskou společností, která vznikla v roce 1996 a řadí se mezi špičkové poskytovatelé kasino her.
- Cryptologic – firma, která byla založená v roce 1996 a je často prezentována jako jedna z nejdůvěryhodnějších poskytovatelů.
- Thunderkick – společnost, která vznikla v roce 2012, patří mezi nejmladší softwary pro online kasina. V poměrně silné konkurenci si našla své místo hned v několika online kasinech.

Dalšími významnými poskytovateli jsou například: NYX Gaming, Rabcat, Aristocrat nebo Quickfire.

## Typy online kasino her

### Výherní automaty online
Tyto výherní automaty jsou online verzí běžných hracích automatů (videoloterijních terminálů), které se vyskytují v kamenných hernách. Hráč si je tak může zahrát v internetovém prostředí z pohodlí svého domova. Herních automatů online existuje mnoho druhů: Pětiválcové, Tříválcové, Čtyřválcové, Klasické, Multispinové nebo Automaty Hollywood.

### Ruleta online
Jedná se o online verzi klasické rulety, jejíž název pochází z francouzského slova roulette (neboli malé kolo). Rozlišujeme tři druhy rulety: evropskou, francouzskou a americkou. Základním a nejstarším typem je evropská ruleta, která vznikla na konci 18. století ve Francii. Později vznikly ostatní dvě rulety, evropská a francouzská se od sebe však příliš neliší. Americká verze rulety je specifická tím, že má o jednu nulu navíc (tzv. dvojitou nulu).

### Poker online
Poker online je snad nejoblíbenější online kasino hrou, která nabízí velké množství variant. Jedná se o karetní hru, hranou zpravidla s francouzskými kartami (52 listů – kříže, káry, srdce a piky). Dnes je nejpopulárnější verzí pokeru Texas Hold'em Poker, ale existují také pokerové verze jako Caribbean Stud Poker, Red Dog Poker nebo třeba Pai Gow Poker.

### Karetní hry online
V online kasinech se hráči mohou setkat s mnoha druhy karetních online her. Kromě zmíněného Pokeru se jedná o velmi oblíbenou hru BlackJack, která umožňuje pomocí různých strategií zvýšit pravděpodobnost výhry. Další lákavou karetní hrou je Bacarrat.

### Ostatní kasino hry online
Každé online kasino se zaměřuje na určitou část hazardních her, některé na menší počet, jiné třeba na všechny. Hráč se tak může v internetovém hazardu setkat rovněž s hrami, jako jsou Kostky, Stírací losy, Bingo nebo Keno.

## Nabízené hry
Počet her nabízených v kasinech se velmi liší. Některá kasina se zaměřují například jen na jeden druh her, jiná nabízejí všechny nejoblíbenější hazardní hry. Pokud je kasino zaměřeno jen na jednu hru (výherní automaty, ruleta), nabízí tuto hru v několika variantách. Na druhou stranu, největší renomovaná kasina nabízejí širokou paletu hazardních her, poker a sportovní sázky. Nabídka hazardních her se pohybuje od 90 až po 420 hazardních her.
Mezi nejoblíbenější online hazardní hry patří:
- Ruleta
- Blackjack
- Baccarat
- Kostky
- Online výherní automaty
- Poker
- Keno
- Video poker
- Stírací losy
- Virtuální hry

## Bonusy
Bonusová hotovost
Většina současných online kasin nabízí svým novým, ale i pravidelným hráčům různé bonusy. Tyto bonusy jsou velmi dobrým marketingovým tahem na přilákání nových a udržení stálých zákazníků. Bonusy si ovšem hráči nemohou vybrat ihned. Každý bonus má své vlastní podmínky pro vyplacení. Jakmile je hráč všechny správně splní, jsou mu bonusové peníze připsány.
- Cashback - Hráč díky tomuto bonusu může získat zpět určité procento z vložené částky nebo sázek. Zpravidla to získává v reálných nebo bonusových penězích. Na bonusové peníze se ale vážou i další podmínky, nejčastěji podmínka protočení (WR).[1] WR udává počet, kolikrát musíme vloženou částku a nabízený bonus prosázet.
- Bonus za registraci - Hráč v případě tohoto bonusu získává hotovost, free spiny nebo peníze na sázky za dokončení registrace.
- Bonus za první vklad - Jedná se o bonus za vložení prvních peněz na účet casina. Nejčastěji je první vklad odměněn free spiny nebo třeba znásoben o 100 %. Násobení je však zpravidla podmíněn určitým protočením financí do určitého času.
  - Příklad: 100 % bonus až do výše 5000 Kč, WR=40: vložíme tedy 5000 Kč pro maximální zhodnocení vkladu. Abychom dostali vyplacený bonus, musíme prosázet počáteční vklad + výši bonusu 40krát. Musíme tedy prosázet 40000 Kč.
- Bonus za další vklad - Tzv. reload je bonus za další vklad. Nejčastěji jsou pak odměňovány druhé, třetí a čtvrté vklady. Zpravidla se však u nich liší bonus i podmínky protočení (WR).[1]

Nabízené bonusy online kasín jsou často přehledně uváděné na některých srovnávačích.
Bonus hunting
Bonus hunting nebo zneužívání bonusů. Tak se nazývají praktiky hráčů, kteří se snaží dlouhodobě vydělat využíváním bonusů nabízených online kasiny. Lovci bonusů při hraní některých her mohou využít kladné očekávané hodnoty bonusu. Jedná se o docela jednoduchý vzorec:
Očekávaná hodnota = 100 % − (WR * HOUSE EDGE (VÝHODA NA STRANĚ KASINA)
Pokud máte $200 bonus a hrajete Blackjack s HOUSE EDGE=0,5 %, znamená to, že na každé sázce můžete statisticky očekávat ztrátu ve výši 0,5 % Vaší sázky. Když peníze protočíte 20krát, můžete očekávat, že Vám zůstane
100 % − (20 * 0,5 %) = 90 % financí
Pokud to samé uděláte na automatech s RTP 96 %, pak v průměru skončíte s 20 % počátečních peněz. 
Free spiny
Do roku 2017 se free spinům říkalo typicky „volná zatočení“ nebo „hry zdarma“. Když 1. ledna 2017 vstoupil v platnost nový zákon o hazardních hrách, byla online casina povinna sjednotit název na „free spiny“. Jedná se o velmi častý bonus, který hráči dostávají za registraci nebo vklad v casinu, případně potom jako cenu v turnaji nebo samotnou hrou. V praxi hráč dostane omezený počet her na určité hrací automaty. Hrou na hracím automatu se nehraje o peníze, ale pouze se využívá free spinů. Výhry z této hry si hráč nechává, ale jsou s nimi spojena jistá omezení.
Výše výher je velmi často limitována, případně jsou výhry připsány ve formě bonusové hotovosti, takže se na ně vztahují podmínky protočení.

## Metody vkládání peněz v online casinu

### Platební karta
Pokrytí společnosti platebními kartami je velmi vysoké a mnozí z nás si dokonce platbu bez karty ani nedokážou představit. Pohodlí v podobě platbě „plastem“ se stalo automatickou součástí společnosti a nejinak je tomu v online casinu. Vložení peněz na účet vaší kartou je ve většině případů nejjednodušší a nejrychlejší cesta jak si zahrát.

### Na pobočce
Stále se najdou mezi hráči tací, kteří si svůj kredit chtějí dobýt v hotovosti, ať už proto že jsou tak zvyklí, anebo nedůvěřují elektronickým platbám. Je dostatek online casin, které tuto možnost podporují díky svým kamenným pobočkám, jež hotovostní platby přijímají.

### Bankovní převod
Používání bankovního účtu jako prostředek k platbě nebo výběru v online casinu, patří k tradičním nástrojům jak si zahrát o peníze a zkusit své štěstí. Její nevýhodou je zejména časová prodleva připsání prostředků na účet. Toto časové rozlišení je dáno bankovními procesy a časovými lhůtami, které si banka na dané operace vymezují. Pro platbu metodu s využitím internetového bankovnictví známe také zahraniční označení „wire“.

### Elektronická peněženka
Každý kdo někdy navštívil nějaké online casino, jistě si všiml několika platebních metod, jak můžete převést své peníze. Jednou z velmi populárních možností je elektronická peněženka, kterou hráči používají několik let. Pro některé hráče může být rozhodující, že k internetové peněžence není potřeba zřídit žádný bankovní účet, takže nemusíte platit zbytečné poplatky a rovněž nemusíte nakládat s další platební kartou. V době 21. století řadíme elektronické peněženky k vůbec nejpraktičtějším a nejúčelnějším platebním metodám, které můžete na internetu využít. Důvody proč hráči volí metodu platby elektronickou peněženku je více, ale určitě slyší nejenom na jednoduché uživatelské rozhraní či ovladatelnost, ale také jistá dávka bezpečí – peněženku si můžete nabít pouze na potřebnou výši a nemusíte se obávat, že by ostatní prostředky byly zneužity.

### Kryptoměny
Nejnovější platební metodou, kterou můžete vložit prostředky na svůj účet je formou kryptoměny, aktuálně např. Bitcoinu. Pro některé může představovat revoltu vůči státním penězům, pro druhé potom investiční nástroj či mezinárodní platební prostředek – což je případ online casino hráčů. Ačkoliv se jedná o poměrně novou metodu, tak možnost zaplatit v casinu svými Bitcoiny, využívá stále více hráčů.

## Zdanění výher z online casin
Výhry z online casin se zdaňují dle zákona č. 186/2016 sb. Výhry se zdaňují v souladu se zákonem o dani z příjmů fyzických osob. Například výhry z hracích automatů, rulety, živé hry a blackjacku jsou zdaňovány 15% sazbou, pokud čistá výhra za posledních 12 měsíců překročí 1 milión korun. Čistou výhru spočítáme odečtením vkladu od celkové výhry.

## Online casina bez licence
Již od roku 2017 v ČR reguluje provoz online casin zákon o hazardních hrách, ale ne všichni provozovatelé se jím řídí. U provozovatelů bez licence tak není jisté, zda je výhra opravdu daná náhodou a zda casino splní vše, k čemu se zavázalo, třeba výplata výhry. Proto by si měl každý hráč vždy před samotnou hrou prověřit daného provozovatele, zda má platnou licenci. To lze nahlédnutím do seznamu legálních provozovatelů a provozoven hazardních her na oficiálních stránkách Ministerstva financí.
Krom ověření legálnosti online casina je dobré pročíst i jeho recenze nebo ohlasy na internetu.